# Carl Lauritzen
Carl Hjalmar Lauritzen (* 4. April 1879 in Kopenhagen; † 18. April 1940 ebenda) war ein dänischer Theater- und Stummfilm-Schauspieler, ein gut beschäftigter Haupt- und Nebendarsteller des heimischen Kinos der 1910er und frühen 1920er Jahre.

## Leben und Wirken

### Anfänge am Theater
Lauritzen erhielt noch vor der Jahrhundertwende seine künstlerische Ausbildung vom Schauspielkollegen Valdemar Colding und gab am 5. September 1899 am Theater von Kalundborg mit der Rolle des Poul Flemming in dem  Stück „Elverhøj“ sein Bühnendebüt. Er gehörte bis 1902 der Theatertruppe Carl Henrikens an und spielte anschließend an zahlreichen dänischen Theatern wie dem Casino in Kopenhagen (1903–1905) und dem Stadttheater von Odense (von 1911 bis 1912, von 1915 bis 1917 und von 1927 bis 1939). Zwischenzeitlich war er an den städtischen Spielstätten von Frederiksberg (von 1912 bis 1921) und Aarhus (von 1923 bis 1927) tätig.

### Beim Film
Seit 1911, als Dänemarks wichtigste Produktionsfirma Nordisk Film ihn verpflichtete, besaß der Stummfilm, der Lauritzen etwa 90 Rollen bescherte, überragende Bedeutung in seinem Berufsleben. Carl Lauritzen wirkte in seiner zehnjährigen Filmlaufbahn mit zum Teil tragenden Nebenrollen in einer Reihe von bedeutenden Produktionen des frühen dänischen Kinos mit. Man sah ihn beispielsweise 1913 als Kollege und Freund des Protagonisten Friedrich von Kammacher, Dr. Schmidt, in der groß angelegten, nahezu zwei Stunden langen Hauptmann-Verfilmung Atlantis von August Blom und unmittelbar darauf als betrogenen Ehemann Fabrikant Schroll, der in der zweiten ambitionierten Literaturverfilmung desselben Jahres, Liebelei, im Duell den jungen Leutnant Fritz Lobheimer tötet und damit ein großes Unglück auslöst. Zu Lauritzens wichtigsten Filmpartnern jener frühen Jahre zählten die Topstars Valdemar Psilander und Olaf Fønss.
1914 übernahm der Kopenhagener Künstler den eher kleinen Part des Kriegsministers Knobelauch in der eine eindeutige Friedensbotschaft postulierenden Bertha-von-Suttner-Verfilmung Die Waffen nieder!. Inmitten des Ersten Weltkriegs spielte Carl Lauritzen die zweite Hauptrolle des Minenverwalters West in dem ungewöhnlichen dänischen Science-Fiction-Film Das jüngste Gericht, erneut unter Bloms Regie. Sein Filmpartner war nach Atlantis wiederum der Kollege Olaf Fønss. Während seiner kurzzeitigen, aber intensiven Filmaktivitäten arbeitete Carl Lauritzen mit zentralen Regisseuren wie Robert Dinesen, Holger-Madsen und A. W. Sandberg zusammen. Mit dem Lord Windermear in dem vierteiligen Drama Japhet, der sich einen Vater sucht beendete er 1922 seine Filmtätigkeit. Seitdem konzentrierte sich Lauritzen wieder ganz auf die Bühnenarbeit.

### Privates
Carl Lauritzen war ab 1901 mit der Schauspielerin Henny Lauritzen (1871–1938) verheiratet. Sein Sohn Torkil Lauritzen (1901–1979) war ebenfalls als Schauspieler tätig. Er starb 61-jährig, nur zwei Wochen nach der Besetzung seiner Heimat durch die deutsche Wehrmacht, und ist auf dem Solbjerg Parkfriedhof von Frederiksberg (Großraum Kopenhagen) begraben.

## Filmografie
- 1911: Ein Liebesleben (Kærlighedens Styrke)
- 1911: Die Todesflucht (Dødsflugten)
- 1912: Ein Kind der Sünde (Jernbanens Datter)
- 1912: Dr. Gar el Hamas Flucht (Dr. Gar el Hamas Flugt)
- 1912: Der Arzt seiner Ehre (Den glade Løjtnant)
- 1912: Du hast mich besiegt (Den Stærkeste)
- 1912: Zwischen Himmel und Wasser (Shanghai'et)
- 1913: Der schwarze Tod (Mens Pesten raser)
- 1913: Gekreuzte Klingen (Vennerne fra Officersskolen)
- 1913: Der letzte Wunsch des Stahlkönigs (Staalkongens Villie)
- 1913: Spekulanten (Den store Operation)
- 1913: En Hofintrige
- 1913: Troløs
- 1913: Wenn Blütenträume reifen (Skæbnens Veje)
- 1913: Zufall des Glücks (Guldmønten)
- 1913: Atlantis
- 1913: Liebelei (Elskovsleg)
- 1913: Die Mutter (Moderen)
- 1914: Aus Liebe (Af Elskovs Naade)
- 1914: Grev Zarkas Bande
- 1914: Et Kærlighedsoffer
- 1914: Expressens Mysterium
- 1914: Carl Alstrup som Soldat
- 1914: Uden Fædreland
- 1914: Die Waffen nieder! (Ned med Vaabnene!)
- 1915: Brandmandens Datter
- 1915: Kampen om Barnet
- 1915: Fräulein Chauffeur (Den lille Chauffør)
- 1915: Den sidste Nat
- 1916: Das jüngste Gericht (Verdens Undergang)
- 1916: Der Retter des Vaterlandes (Pro Patria)
- 1916: Bladkongen
- 1916: Plimsolleren
- 1916: Børsens Offer
- 1916: Voksdamen
- 1916: Das Meer gibt seine Toten wieder (En Kærlighedsprøve)
- 1917: Mand mod Mand
- 1917: Pax aeterna (Den evige fred / Pax æterna)
- 1917: Herregaards-Mysteriet
- 1917: Studenterkammeraterne
- 1917: Das Buch der Tränen (Brændte Vinger)
- 1918: Der gleitende Schatten (Avisdrengen)
- 1918: Glædens Dag
- 1918: Lykketyven
- 1918: Das Klubmädchen (Pigen fra Klubben)
- 1918: Söhne des Volkes (Folkets Ven)
- 1918: Die Lieblingsfrau des Maharadscha. Zweiter Teil (Maharadjaens Yndlingshustru II)
- 1919: Konkurrencen
- 1919: Die Geheimnisse der Themse (Vor fælles Ven)
- 1920: Die Tat des Andern (Manden, der sejrede)
- 1920: Der fliegende Holländer, Teil 1 und 2 (Den flyvende Hollænder)
- 1920: Die Flucht vor dem Leben (Har jeg Ret til at tage mit eget Liv?)
- 1920: Hans gode Genius
- 1921–1922: Japhet, der sich einen Vater sucht, vier Teile (Jafet, der søger sig en Fader, I-IV)